# Phường 12, Vũng Tàu
Phường 12 là một phường thuộc thành phố Vũng Tàu, tỉnh Bà Rịa – Vũng Tàu, Việt Nam. Đây là phường cực bắc của thành phố Vũng Tàu, và là cửa ngõ ra vào bán đảo Vũng Tàu.

## Địa lý
Phường 12 nằm ở phía đông bắc thành phố Vũng Tàu, có vị trí địa lý:
- Phía đông giáp huyện Long Điền
- Phía tây giáp Phường 11 và xã Long Sơn
- Phía nam giáp biển Đông
- Phía bắc giáp thành phố Bà Rịa.

Phường có diện tích 34,3 km², dân số năm 2002 là 15.826 người, mật độ dân số đạt 461 người/km².

## Lịch sử
Địa bàn phường 12 nằm trên địa giới làng Thắng Nhất, một trong ba làng người Việt đầu tiên hình thành trên bán đảo Vũng Tàu. Năm 1822, để bảo vệ trị an trên vịnh Gành Rái và cửa biển vào Gia Định, vua Gia Long đã cử ba đội thủy binh ("thuyền") đến vùng đất Vũng Tàu trấn giữ. Sau khi hoàn thành nhiệm vụ, nhà vua cho giải ngũ ba đội này, lập nên 3 làng Thắng Nhất, Thắng Nhì và Thắng Tam.
Dưới thời Pháp thuộc, Thắng Nhứt là một trong 7 xã thôn thuộc tổng Vũng Tàu, thị xã Cap Saint Jacques, sau đó là một xã của quận Vũng Tàu, rồi thành khu phố và phường thuộc thị xã Vũng Tàu.

### Hiệp định Genève
Những năm 1954-1955, chính quyền Ngô Đình Diệm đã đưa nhiều người Công giáo và người di cư vào Vũng Tàu. Một số giáo dân đã định cư lập nghiệp lại các vùng thưa dân ở phía bắc Vũng Tàu, như ấp Phước Thành và vùng rừng nguyên sơ tại Nam Bình, bến đò Cửa Lấp, hình thành nên các họ đạo Phước Thành, Nam Bình và Hải Đăng.
Ngày 30 tháng 3 năm 1965, chính quyền Việt Nam Cộng hòa chia địa phận thị xã Vũng Tàu thành nhiều khu phố. Theo đó, các xã gọi là "khu phố". Đồng thời, thành lập thêm khu phố Phước Thắng trên cơ sở sáp nhập xã Khắc Kỷ và một phần đất xã Phước Tỉnh thuộc quận Long Điền lân cận. Địa bàn thị xã được mở rộng lên đến cầu Cỏ May và sông Cỏ May.
Tính đến ngày 30 tháng 4 năm 1975, trên địa bàn phường Phước Thắng có 2 trường tiểu học và 1 trường trung học. Địa bàn phường khi đó bao gồm cả phường 11 và phường 12 hiện nay.
Địa bàn chủ yếu là các thôn ít người tại Phước Cơ (chân cầu Cỏ May), khu vực bến đò qua sông Cửa Lấp, và ấp Phước Thành dọc theo Quốc lộ 15.

### Ngày thống nhất
Sau sự kiện 30 tháng 4, phường Phước Thắng trực thuộc thị xã Vũng Tàu, sau là Đặc khu Vũng Tàu - Côn Đảo.
Ngày 14 tháng 5 năm 1986, chính quyền đặc khu đổi tên phường Phước Thắng thành phường 11. Khi mới thành lập, phường trực thuộc đặc khu Vũng Tàu – Côn Đảo.
Ngày 12 tháng 8 năm 1991, đặc khu Vũng Tàu - Côn Đảo giải thể, Phường 11 trực thuộc thành phố Vũng Tàu, tỉnh Bà Rịa - Vũng Tàu.
Phường 12 được thành lập vào ngày ngày 22 tháng 10 năm 2002 trên cơ sở 3.429,8 ha diện tích tự nhiên và 15.826 người của Phường 11.
Từ năm 2005 đến 2015, các tuyến Quốc lộ 51C, 51B và đường Ven biển được khánh thành, trở thành đường trục chính ra vào trung tâm thành phố Vũng Tàu. Sự kiện này đem đến thay đổi vượt bậc về hạ tầng đô thị của phường.
Hiện nay trên địa bàn phường đang triển khai nhiều dự án đô thị lớn như Lavida Vũng Tàu và The Light City.
Ngày 28 tháng 10 năm 2013, Thành phố Vũng Tàu quyết định đặt tên đoạn Quốc lộ 51 từ cầu Cỏ May đến Vòng xoay đường 3 tháng 2 là đường Võ Nguyên Giáp.

## Chính trị
Hội đồng Nhân dân và Ủy ban Nhân dân phường là hai cơ quan quyền lực Nhà nước ở địa phương này. Trong đó, Hội đồng nhân dân hiện tại là hội đồng nhân dân khóa 2021-2026, được bầu tại kỳ bầu cử Quốc hội khóa XV. Đứng đầu hội đồng nhân dân là Chủ tịch Hội đồng nhân dân. Trước đó, từ năm 2008 đến 2016, phường này không có hội đồng nhân dân, do thực hiện thí điểm không tổ chức hội đồng nhân dân.

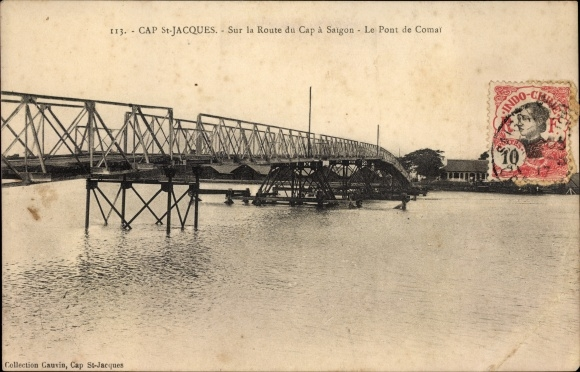
Cầu Cỏ May in trên bưu thiếp năm 1917

Ủy ban Nhân dân là cơ quan chấp hành của Hội đồng nhân dân. Đứng đầu cơ quan này là Chủ tịch ủy ban nhân dân.
Về mặt Đảng, Đảng ủy phường 12 là cơ quan lãnh đạo của Đảng Cộng sản Việt Nam tại địa phương.
Trụ sở Đảng ủy, Hội đồng nhân dân và Ủy ban nhân dân phường 12 đặt tại số 7A Nguyễn Gia Thiều.

### Bầu cử
Ở cấp tỉnh, phường 12 thuộc đơn vị bầu cử số 3, gồm các phường 11, 12, Thắng Nhất và xã Long Sơn, bầu ra 5 đại biểu cho Hội đồng nhân dân tỉnh Bà Rịa - Vũng Tàu.
Ở cấp thành phố, phường nằm trong đơn vị bầu cử số 7, cùng với xã Long Sơn, bầu ra 5 đại biểu cho Hội đồng nhân dân thành phố Vũng Tàu.

## Phân khu
Phường 12 được chia thành 6 khu phố, được đánh số từ 1 đến 6.
- khu phố 1-2-3: nằm ở phía Tây Nam của phường, tại khu đô thị cũ dọc theo Đường 30 tháng 4 và Đô Lương
- khu phố 4-5: ở phía Đông Nam của phường đến cầu Cửa Lấp
- khu phố 6: ở Phước Cơ gần cầu Cỏ May.

### Các địa danh
- Phước Cơ: khu dân cư ở đầu đường Võ Nguyên Giáp, nằm dọc theo chân câu Cỏ May đến trước sông Cây Khế. Đây vốn là ấp Phước Cơ thuộc xã Phước Lễ.
- Ẹo Ông Từ: Ngã ba các đường 30 tháng 4, Võ Nguyên Giáp. Trước đây là đoạn cong của Quốc lộ 51 và là cửa ngõ không chính thức của Vũng Tàu. Sau khi đường 51 (tức 3 tháng 2, hay quốc lộ 51C) khánh thành, nơi đây được xây dựng một công viên lớn.
- Trại Nhái, còn gọi là Đồi Nhái: khu dân cư dọc theo bờ biển phía Đông Nam của phường.
- Cầu Cây Khế: cầu cũ bắc qua Sông Cây Khế. Thời chiến tranh nơi đây là ranh giới giữa tỉnh Phước Tuy và thị xã Vũng Tàu và là chốt quân sự.
- Cửa Lấp: khu dân cư dọc theo cầu Cửa Lấp hiện nay. Trước đây có bến đò sang xã Phước Tỉnh, huyện Long Điền.

## Hạ tầng

### Giáo dục
Trên địa bàn phường hiện có 2 trường tiểu học là Hải Nam và Võ Nguyên Giáp, 1 trường Trung học cơ sở là THCS Nguyễn Gia Thiều, và 1 trường trung học phổ thông là THPT Nguyễn Khuyến.
Ngoài ra, còn có Trung tâm Huấn luyện và Bồi dưỡng nghiệp vụ Công an tỉnh Bà Rịa-Vũng Tàu ở bờ sông Cửa Lấp.

### Tôn giáo
Trên địa bàn phường có 3 nhà thờ Công giáo thuộc các giáo xứ Phước Thành, Nam Bình và Hải Đăng. Có 1 Hội thánh tin lành Phước Thắng thuộc Hội thánh Tin lành Miền Nam Việt Nam.
Có 3 chùa Phật giáo là chùa Phước Thành, Giác Hạnh và Hưng Thành Tự (phái Tịnh độ).
Ngoài ra, có 2 đền thờ tín ngưỡng dân gian là Miễu bà Chúa xứ Ẹo Ông Từ và Đền Quan Tam.

## Giao thông
Các trục đường chính đi qua địa bàn phường 12 bao gồm:
- Võ Nguyên Giáp: tức Quốc lộ 51 nối cầu Cỏ May tới Vòng Xoay Cửa Lấp và đường 3 tháng 2
- Ven Biển: nối Vòng xoay Cửa Lấp đến cầu Cửa Lấp và đi huyện Long Điền
- Bình Quới: đoạn Quốc lộ 51A (cũ) từ Ngã ba Ẹo Ông Từ đi các phường 11, Rạch Dừa.
- Phước Thắng: nối Ẹo Ông Từ với khu dân cư gần cầu Cửa Lấp

### Xe buýt
Tất cả 4 tuyến xe buýt công cộng nối Thành phố Vũng Tàu với các địa phương lân cận đều đi qua địa bàn phường 12.